# Standard Life

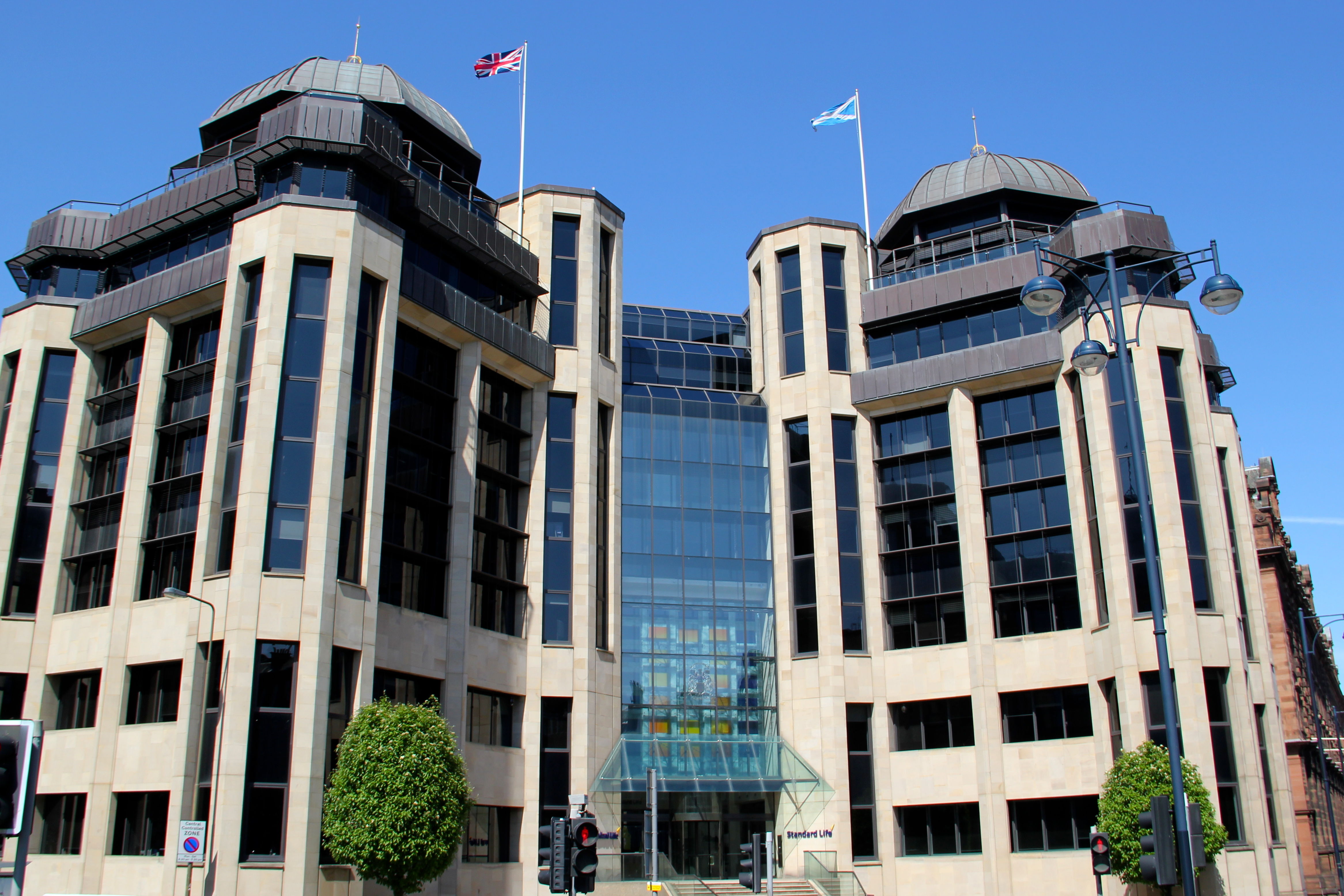
Główna siedziba firmy przy 30 Lothian Road w Edynburgu

Standard Life plc — brytyjska firma inwestycyjna z siedzibą główną w Edynburgu, prowadząca operacje finansowe na całym świecie. 
Oddziały firmy znajdują się w Wielkiej Brytanii, Irlandii, Niemczech, Austrii, Kanadzie, Chinach i Indiach, a od października 2012 w Singapurze i w ZEA (w Emiratach do końca 2014). 
Akcjonariuszami spółki jest 1,5 mln osób z ponad 50 państw świata. Z usług firmy korzysta 6 mln klientów.
Firma założona została w 1825 roku jako towarzystwo ubezpieczeń wzajemnych, od 1832 roku nosi obecną nazwę. 
W XIX wieku Standard Life był obecny w większości brytyjskich kolonii, a także w Belgii, Danii, Szwecji, Hiszpanii, Argentynie, Urugwaju, Austro-Węgrzech i na Węgrzech (do 1924). 
W 2006 roku firma przeszła proces demutualizacji i stała się spółką akcyjną notowaną na London Stock Exchange.